# Dubaifontein
De Dubaifontein (Arabisch: نافورة دبي, nafurat Dubai) is een waterkunstwerk in een meer voor de toren Burj Khalifa in Dubai (Verenigde Arabische Emiraten). Het kunstwerk is ontworpen door WET Design voor een totaal bedrag van 218 miljoen dollar. In het kunstwerk spuiten verschillende waterornamenten gelijk met de muziek en vormen zo een show. De fontein is 275 meter breed, het water komt 152 meter hoog en wordt verlicht door 6600 lampen en 25 projectoren.

## Mechanisme

Vorm van de Dubaifontein

De Dubaifontein kan op elk moment 83.000 liter water in de lucht spuiten. Naast meer dan 6600 lampen en 25 projectoren heeft de fontein sinds 2010 een nieuw element; vuur (wat ook gebruikt werd bij nieuwjaar van 2011). De lichten van de shows kunnen 32 kilometer verderop nog gezien worden.